# Arteria coronaria derecha
La arteria coronaria derecha es una arteria que nace en el origen de la arteria aorta, a nivel de los senos aórticos o senos de Valsalva.

## Trayecto y distribución
Se origina por encima de la cúspide derecha (valva semilunar derecha) de la válvula aórtica. Discurre hacia abajo por el surco atrioventricular (surco coronario del corazón) hacia la cruz del corazón.
En el origen de la arteria coronaria derecha se encuentra el cono arterioso.
Además de suministrar sangre al ventrículo derecho, la arteria coronaria derecha irriga al 25-35% del ventrículo izquierdo.
En el 85% de los pacientes (con derecha dominante), la arteria coronaria derecha emite la arteria descendente posterior (rama interventricular posterior de la arteria coronaria derecha). En el otro 15% de los casos (con izquierda dominante), la arteria descendente posterior es emitida por la rama circunfleja de la arteria coronaria izquierda. La arteria descendente pisterior irriga la pared inferior (cara diafragmática del corazón), el tabique interventricular y el músculo papilar posterior o posteromedial.
La arteria coronaria derecha también emite la arteria nodal sinoauricular (rama del nodo sino-atrial de la arteria coronaria derecha) en el 60% de los pacientes. En el otro 40%, dicha rama es emitida por la rama circunfleja de la arteria coronaria izquierda.

## Ramas
Según el Diccionario enciclopédico ilustrado de medicina Dorland, 27ª edición, presenta una rama interventricular posterior.

## Ramas según la Terminología Anatómica
La Terminología Anatómica contempla para la arteria coronaria derecha las siguientes ramas:
A12.2.03.102 Ramas atrioventriculares de la arteria coronaria derecha (rami atrioventriculares arteriae coronariae dextrae)
A12.2.03.103 Rama del cono arterioso de la arteria coronaria derecha (ramus coni arteriosi arteriae coronariae dextrae)
A12.2.03.104 Rama del nodo sino-atrial de la arteria coronaria derecha (ramus nodi sinuatrialis arteriae coronariae dextrae)
A12.2.03.105 Ramas atriales de la arteria coronaria derecha (rami atriales arteriae coronariae dextrae)
A12.2.03.106 Rama marginal derecha de la arteria coronaria derecha (ramus marginalis dexter arteriae coronariae dextrae)
A12.2.03.107 Rama atrial intermedia de la arteria coronaria derecha (ramus atrialis intermedius arteriae coronariae dextrae)
A12.2.03.108 Rama interventricular posterior de la arteria coronaria derecha (ramus interventricularis posterior arteriae coronariae dextrae)
A12.2.03.109 Ramas interventriculares septales de la arteria coronaria derecha (rami interventriculares septales arteriae coronariae dextrae)
A12.2.03.110 Rama del nodo atrioventricular de la arteria coronaria derecha (ramus nodi atrioventricularis arteriae coronariae dextrae)
A12.2.03.111 Rama posterolateral derecha de la arteria coronaria derecha (ramus posterolateralis dexter arteriae coronariae dextrae)

## Distribución
Se distribuye hacia el ventrículo derecho y la aurícula derecha del corazón.
Irriga la aurícula derecha, tres cuartos derechos e inferiores del ventrículo derecho, la mitad derecha de la cara inferior del ventrículo izquierdo, el tercio posterior del tabique interventricular, habitualmente ambos nodos (nodo sinoauricular y nodo atrioventricular) y el fascículo atrioventricular (o haz de His).

## Imágenes adicionales

Arterias coronarias (rotuladas en texto rojo) y otras referencias importantes (en texto azul). La arteria coronaria derecha está a la izquierda de la imagen.

|  | Arterias: ACD/AMD = arteria coronaria derecha (=rama marginal derecha) RRAA-ACD = ramas atriales de la arteria coronaria derecha RNSA-ACD = rama del nodo sino-atrial de la arteria coronaria derecha RMD-ACD = rama marginal derecha de la arteria coronaria derecha ACI = arteria coronaria izquierda RC-ACI = rama circunfleja de la arteria coronaria izquierda RIA-ACI/ADAI = rama interventricular anterior de la arteria coronaria izquierda (=arteria descendente anterior izquierda) RLIA-ACI/DIAG = rama lateral interventricular anterior de la arteria coronaria izquierda (=rama diagonal de la arteria interventricular anterior) RMI-RC-ACI = rama marginal izquierda de la rama circunfleja de la arteria coronaria izquierda RIP-ACD/ADP = rama interventricular posterior de la arteria coronaria derecha (=arteria descendente posterior) RNAV-ACD = rama del nodo atrioventricular de la arteria coronaria derecha Venas: VCm = vena cardíaca menor VVAA-VD = venas anteriores del ventrículo derecho VCM/VIA = vena cardíaca magna (=vena interventricular anterior) VCMe = vena cardíaca media SC = seno coronario VCI = vena cava inferior |

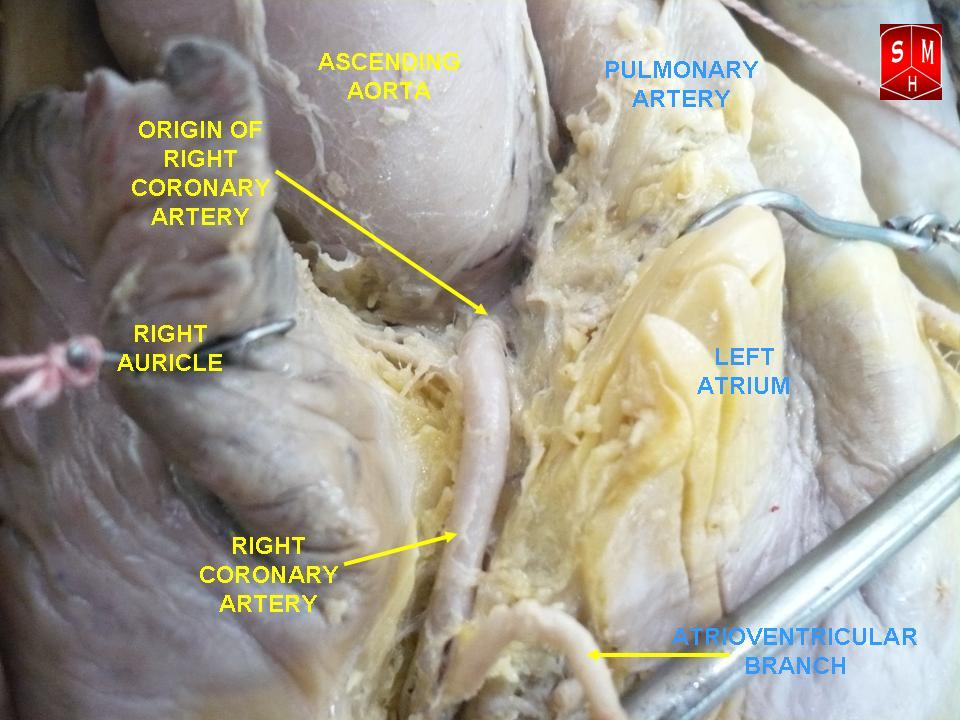
Arteria coronaria derecha.
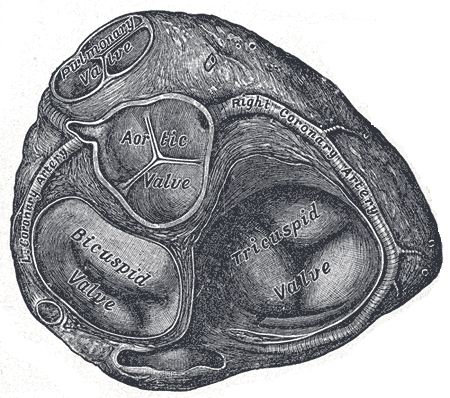
Base de los ventrículos expuesta tras retirar las aurículas.
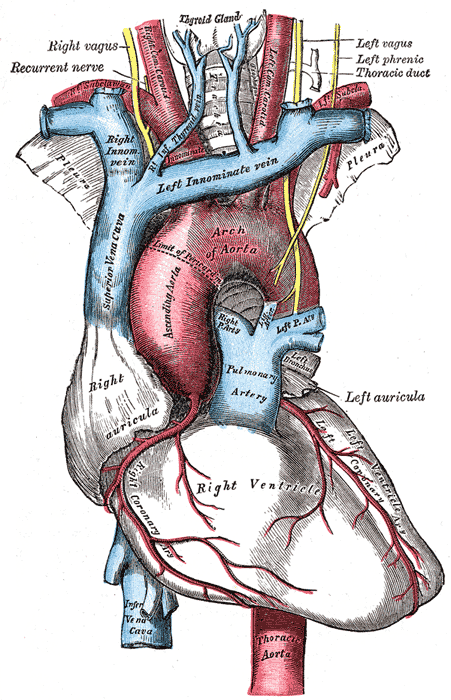
Arco aórtico y sus ramas.
Esquema de las ramas de la aorta proximal.
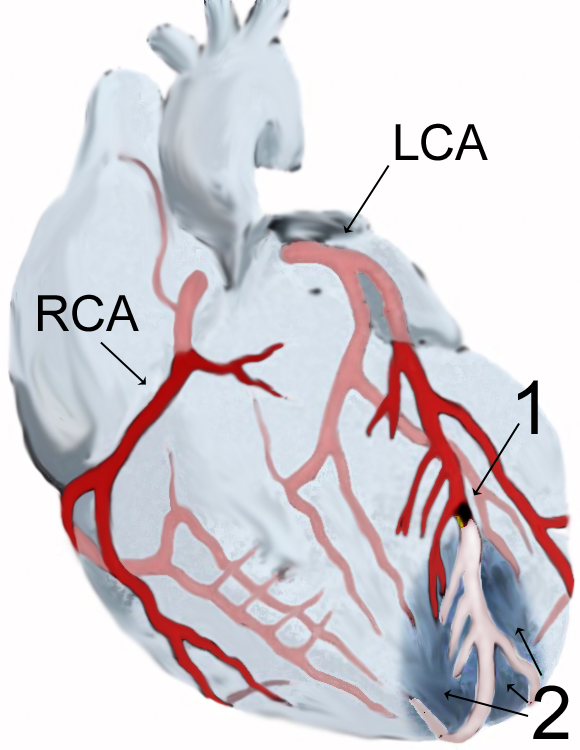
Diagrama de un infarto de miocardio.
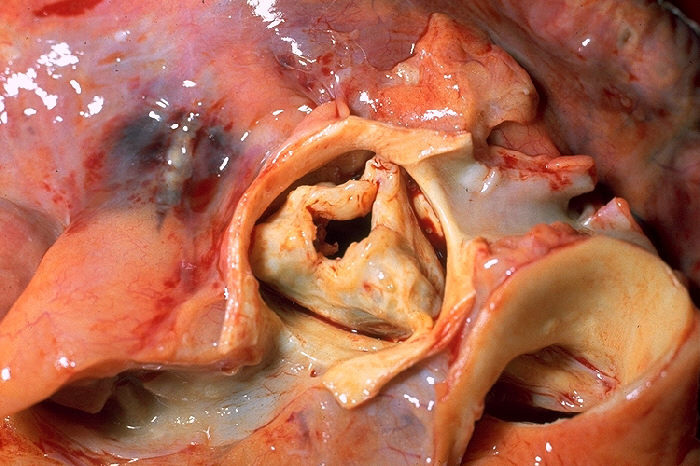
Aorta y arterias coronarias en una autopsia. La porción proximal de la ACD y su ostium (agujero) pueden verse abajo y a la izquierda.
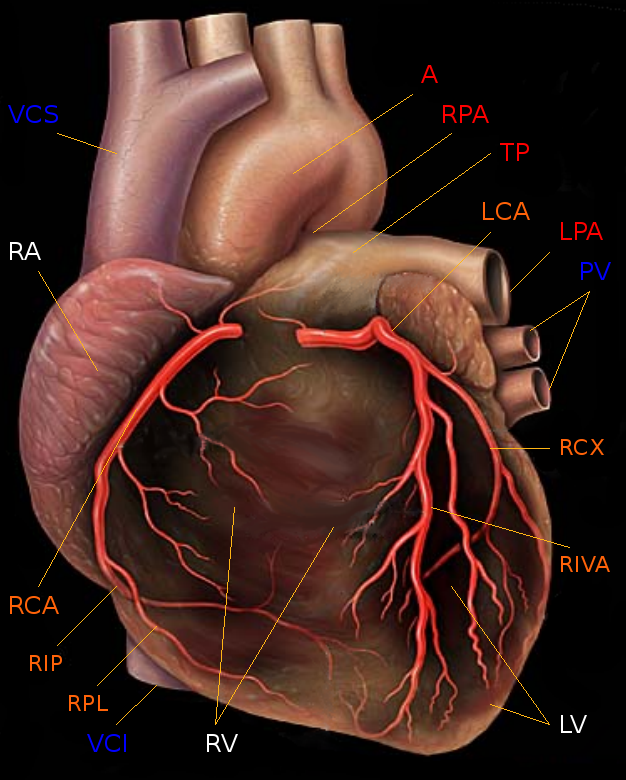
Corazón humano con las arterias coronarias.
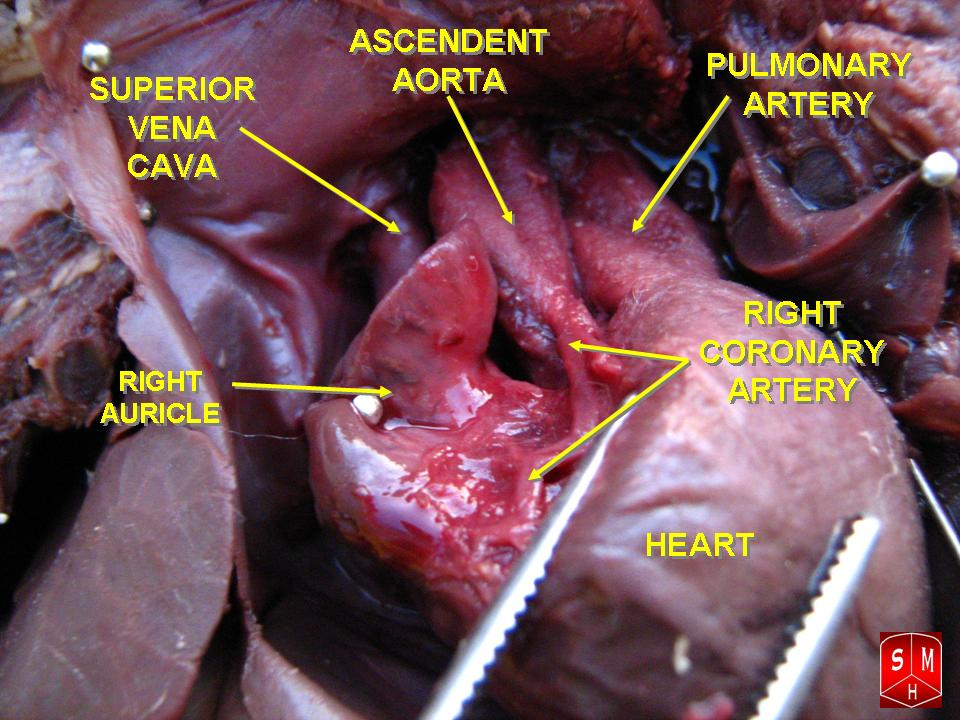
Corazón fetal - arteria coronaria derecha.